# جاك وول (ملحن)
جاك وول (بالإنجليزية: Jack Wall)‏ هو موزع وملحن أمريكي، ولد في 1964 في فينيكسفيل في الولايات المتحدة.

## وصلات خارجية
- الموقع الرسمي
- جاك وول على موقع IMDb (الإنجليزية)
- جاك وول على موقع ميتاكريتيك (الإنجليزية)
- جاك وول على موقع ميوزك برينز (الإنجليزية)
- جاك وول على موقع أول ميوزيك (الإنجليزية)
- جاك وول على موقع ديسكوغز (الإنجليزية)
- جاك وول على موقع قاعدة بيانات الفيلم (الإنجليزية)
- جاك وول على موقع كينوبويسك (الروسية)